# كانتون تشاكو
كانتون تشاكو (بالإنجليزية: El Chaco Canton)‏ هو كانتون في الإكوادور، يتبع مقاطعة نابو، ينقسم الكانتون لأبرشيات.